# Diplomatarium Danicum
Diplomatarium Danicum er en udgivelse af teksterne til alle diplomer, dvs. breve af retsligt indhold fra det danske rige i middelalderen til og med 1450. Diplomatarium Danicum omfatter derfor også breve, som omhandler Skåne, Halland, Blekinge og Sønderjylland til Ejderen. Kun en del af brevene er bevaret i original, af hvilke næsten alle er skrevet på pergament, og resten i ældre og yngre afskrifter eller som korte uddrag. Originalerne fra 1135-1340 er også udkommet som faksimiler i Corpus diplomatum regni Danici I-VII (1938).
Diplomatarium Danicum udgiver brevene kronologisk: brevene fra årene 789-1400 er udgivet på tryk; første række omfatter breve fra perioden 789-1249, anden række 1250-1339, tredje række 1340-1375 og fjerde række 1376-1400. Brevene fra årene 1401-1450 udgives digitalt efter de samme principper som tidligere, men med løbende udgivelse af teksterne i takt med at disse produceres.
Til hver tekst hører en oversættelse til nutidsdansk. Disse oversættelser udkom på tryk under navnet Danmarks Riges Breve og blev udgivet i rækker parallelt med Diplomatarium Danicum. I den digitale publikation 1401-1450 udgives grundtekst og oversættelse side om side.
Diplomatarium Danicum indeholder både breve af danske udstedere og breve, som er indgået til Danmark udefra, og som afspejler det politiske forhold til udlandet. Indenrigs må fremhæves de mange kongelige privilegier til gejstlige og verdslige myndigheder, talrige breve på jordegods i form af bl.a. skøder og tingsvidner, gaver til kirker og klostre samt danske og nordtyske testamenter.
Diplomatarium Danicum, som udgives af Det Danske Sprog- og Litteraturselskab, begyndte udgivelsen i 1938 og har siden begyndelsen været finansieret af Carlsbergfondet. 
Diplomatarium Danicum er den yngste af de nordiske diplomudgaver. I 1829 begyndte den svenske Diplomatarium Suecanum, efterfulgt af Diplomatarium Norvegicum i 1849 og Diplomatarium Islandicum i 1857. Hertil svarer den afsluttede Finlands Medeltidsurkunder I-VIII (1910-35).